# Kong Shangren
Kong Shangren (孔尚任) (Qufu 1648 - 1718) fue un poeta chino de la dinastía Qing, conocido por su obra "El abanico de la flor del melocotonero", que inspiró una ópera kunqu.
Era descendiente de 64.ª generación de Confucio.